# Motion Picture Association of America
Motion Picture Association (MPA) – amerykańskie stowarzyszenie mające na celu dbanie o interesy amerykańskich studiów filmowych. Zostało założone w roku 1922 jako Motion Picture Producers and Distributors of America (MPPDA) i stało za wprowadzeniem w życie tzw. Kodeksu Haysa.

Logo Motion Picture Association

W skład MPA wchodzą obecnie: Netflix, The Walt Disney Company, Paramount Pictures Corporation, Sony Pictures Entertainment Inc., Universal City Studios LLLP, Warner Bros., Amazon Prime Video oraz Amazon MGM Studios..

## Kategorie wiekowe
Jednym z głównych zadań MPA jest nadawanie ograniczeń wiekowych filmom, wchodzącym do amerykańskiej dystrybucji. Jego odpowiednikiem dotyczącym gier komputerowych jest ESRB.
Nadawane przez MPA oznaczenia to:
|  | G (general audiences)                | film przeznaczony dla wszystkich widzów                                                                |
|  | PG (parental guidance suggested)     | niektóre materiały w filmie mogą być nieodpowiednie dla osób poniżej 7. roku życia (za zgodą rodziców) |
|  | PG-13 (parents strongly cautioned)   | niektóre materiały mogą być nieodpowiednie dla osób poniżej 13. roku życia (za zgodą rodziców)         |
|  | R (restricted)                       | osoby poniżej 17. roku życia mogą oglądać film jedynie z rodzicem lub pełnoletnim opiekunem            |
|  | NC-17 (no one 17 and under admitted) | film nie jest przeznaczony dla osób poniżej 18. roku życia                                             |

## Walka zP2P
MPAA często pojawia się na łamach gazet w kontekście wymiany filmów w sieciach P2P, którą to działalność MPAA zwalcza (nie tylko w USA).